# Sister (personaje)
Sister es una soldado clon ficticia perteneciente al universo Star Wars. El personaje fue introducido en la novela de E. K. Johnston, Queen's Hope, de 2022.

## Historia de publicación
Sister fue creada por la novelista E. K. Johnston, e introducida por primera en la novela Queen's Hope, publicada el 5 de mayo de 2022. La primera imagen mostrando el aspecto oficial del personaje fue compartida por Johnston ese mismo año, al compartir a través de Twitter una ilustración del personaje que había comisionado al artista Uzuri Art.
Ese mismo año tuvo una breve aparición en la novela de Mike Chen Brotherhood, publicada el 10 de mayo de 2022. Chen confirmó que se había puesto en contacto con E. K. Johnston a la hora de escribir su novela, con el fin de respetar la identidad del personaje y las ideas originales de la autora.
En 2024 el personaje apareció de nuevo en la enciclopedia The Secrets of the Clone Troopers, centrada en los soldados clon, que mostró la primera imagen oficial del personaje, adoptando el diseño de Uzuri Art e incorporándolo en el material oficial.

## Biografía ficticia
Sister, una soldado clon trans femenina creada a partir del cazarrecompensas Jango Fett en Kamino, sirvió en el Gran Ejército de la República durante las Guerras Clon. Sus compañeros del 7.º Cuerpo Celestial le dieron el nombre de Sister para apoyarla en su identidad de género. Aunque inicialmente temía no ser aceptada por sus oficiales Jedi debido a su género, Sister demostró ser capaz de trabajar bien con ellos durante el conflicto.
En el año 22 ABY, Sister luchó en una batalla en un planeta rocoso junto al Jedi Obi-Wan Kenobi, el Comandante Clon Cody y Anakin Skywalker. Afectada por las pérdidas, creó un memorial con los cascos de sus hermanos caídos. Cuando Skywalker le preguntó por su nombre, ella explicó su origen y cómo sus hermanos clon apoyaban su identidad de género. Intrigado, Skywalker le habló sobre la creencia Jedi de trascender, comparándolo con cómo Sister superaba los conceptos de género entre los clones. Mientras caminaban hacia Kenobi, Sister estuvo de acuerdo con esta idea.
Ese mismo año, Sister fue enviada en una misión de ayuda al planeta minero Langston junto a Skywalker y el 302.º Batallón de la República. Estando a cargo de un transporte, esperó junto a otros soldados en un hangar. Cuando Skywalker le hizo una señal, ella le informó que la nave estaba lista, señalando a los soldados que esperaban sus órdenes. Al ver que Skywalker y la iniciada Jedi Mill Alibeth abordaban la nave, Sister los saludó.

### Legado
Sister fue recordada por varios de sus compañeros después de las Guerras Clon, incluido el Capitán Clon Rex, quien fue el segundo al mando de Skywalker. Rex la mencionó en su libro Los secretos de los soldados clon, publicado después del 5 ABY, tras la Guerra Civil Galáctica. En el libro, Rex recordó los temores iniciales de Sister sobre ocultar su identidad de género, y cómo obtuvo su nombre de sus hermanos para recordarle siempre su pertenencia al grupo.